# Paradoxul EPR
Paradoxul Einstein-Podolsky-Rosen sau paradoxul EPR este un experiment mental în mecanica cuantică, în care Albert Einstein și colegii săi Boris Podolsky și Nathan Rosen (EPR) au încercat fiecare să demonstreze că funcția de undă nu oferă o descriere completă a realității fizice și, prin urmare, interpretarea Copenhaga este nesatisfăcătoare; soluțiile paradoxului au implicații importante în interpretarea mecanicii cuantice.
Paradoxul spune că particulele pot interacționa într-un asemenea mod, încât să se poată măsura poziția cât și impulsul lor mai precis decât permite principiul incertitudinii lui Heisenberg, cu excepția cazului în care măsurarea unei particule nu o afectează instantaneu pe cealaltă pentru a preveni această precizie, ceea ce ar implica faptul că informația este transmisă mai repede decât lumina, lucru nepermis de teoria relativității (”acțiune fantomă la distanță”). Această consecință nu fusese observată anterior și părea absurdă la vremea respectivă; fenomenul este acum cunoscut sub numele de "quantum entanglement".

### Lucrări selectate
- P. H. Eberhard, Bell's theorem without hidden variables. Nuovo Cimento 38B1 75 (1977).
- P. H. Eberhard, Bell's theorem and the different concepts of locality. Nuovo Cimento 46B 392 (1978).
- A. Einstein, B. Podolsky, and N. Rosen, Can quantum-mechanical description of physical reality be considered complete? Phys. Rev. 47 777 (1935).
- A. Fine, Hidden Variables, Joint Probability, and the Bell Inequalities. Phys. Rev. Lett. 48, 291 (1982).
- A. Fine, Do Correlations need to be explained?, in Philosophical Consequences of Quantum Theory: Reflections on Bell's Theorem, edited by Cushing & McMullin (University of Notre Dame Press, 1986).
- L. Hardy, Nonlocality for two particles without inequalities for almost all entangled states. Phys. Rev. Lett. 71 1665 (1993).
- M. Mizuki, A classical interpretation of Bell's inequality. Annales de la Fondation Louis de Broglie 26 683 (2001)
- Peres, Asher (2005). „Einstein, Podolsky, Rosen, and Shannon”. Foundations of Physics. Kluwer Academic Publishers. 35 (3): 511–514. arXiv:quant-ph/0310010 . Bibcode:2005FoPh...35..511P. doi:10.1007/s10701-004-1986-6. ISSN 0015-9018.
- P. Pluch, "Theory for Quantum Probability", PhD Thesis University of Klagenfurt (2006)
- M. A. Rowe, D. Kielpinski, V. Meyer, C. A. Sackett, W. M. Itano, C. Monroe and D. J. Wineland, Experimental violation of a Bell's inequality with efficient detection, Nature 409, 791–794 (15 February 2001).
- M. Smerlak, C. Rovelli, Relational EPR

### Cărți
- John S. Bell (1987) Speakable and Unspeakable in Quantum Mechanics. Cambridge University Press. ISBN: 0-521-36869-3.
- Arthur Fine (1996) The Shaky Game: Einstein, Realism and the Quantum Theory, 2nd ed. Univ. of Chicago Press.
- Selleri, F. (1988) Quantum Mechanics Versus Local Realism:  The Einstein–Podolsky–Rosen Paradox. New York: Plenum Press. ISBN: 0-306-42739-7
- Leon Lederman, L., Teresi, D. (1993). The God Particle: If the Universe is the Answer, What is the Question? Houghton Mifflin Company, pages 21, 187 to 189.
- John Gribbin  (1984) In Search of Schrödinger's Cat. Black Swan. ISBN: 978-0-552-12555-0

1. ↑  Einstein, A; B Podolsky; N Rosen (15 mai 1935). „Can Quantum-Mechanical Description of Physical Reality be Considered Complete?” (PDF). Physical Review. 47 (10): 777–780. Bibcode:1935PhRv...47..777E. doi:10.1103/PhysRev.47.777. Verificați datele pentru: |date= (ajutor)